# Vue et plan de Tolède
Ne doit pas être confondu avec Vue de Tolède.
Vue et plan de Tolède est un tableau réalisé par le peintre espagnol Le Greco en 1610-1614. Cette huile sur toile est un paysage urbain qui représente la ville castillane de Tolède survolée par la Vierge Marie, saint Ildefonse et des anges, tandis qu'au premier plan apparaissent de gauche à droite une statue dorée constituant une allégorie du Tage, une vue de l'hôpital de Tavera flottant sur un nuage, et enfin un plan de la ville présenté par un jeune homme. L'œuvre est conservée au musée du Greco, à Tolède.